# Hraungerðiskirkja
Hraungerðiskirkja är en träkyrka som ligger i Flóahreppur i sydvästra delen av Island.

## Kyrkobyggnaden
Kyrkan uppfördes efter ritningar av arkitekt Eiríkur Gíslason från Bitru och invigdes 21 december 1902. Kyrkan består av långhus med rakt kor i öster. Ovanför ingången i väster finns ett gaveltorn med tornspira. 